# Liste der Mitglieder der American Academy of Arts and Sciences/1948
Im Jahr 1948 wählte die American Academy of Arts and Sciences 77 Personen zu ihren Mitgliedern.

## Neu gewählte Mitglieder
- José de Almada (1890–1973)
- Charles Herbert Best (1899–1978)
- Richard Mervin Bissell (1909–1994)
- Francis Gilman Blake (1887–1952)
- Bernard Bloch (1907–1965)
- Peter Boysen-Jensen (1883–1959)
- Arthur Francis Buddington (1890–1980)
- Allan Macy Butler (1894–1986)
- Erwin Dain Canham (1904–1982)
- Rudolf Carnap (1891–1970)
- Jean-Marie Carré (1887–1958)
- Edward Sears Castle (1903–1973)
- Yuen Ren Chao (1892–1982)
- John Chipman (1897–1983)
- Edward Delos Churchill (1895–1972)
- William Lockhart Clayton (1880–1966)
- Charles Woolsey Cole (1906–1978)
- Charles Allerton Coolidge (1894–1987)
- Carl Ferdinand Cori (1896–1984)
- Charles DuBois Coryell (1912–1971)
- Robert Cutler (1895–1974)
- Herbert John Davis (1893–1967)
- Edward Adelbert Doisy (1893–1986)
- Vincent du Vigneaud (1901–1978)
- Frederick May Eliot (1889–1958)
- Carl Stephens Ell (1887–1981)
- Wallace Osgood Fenn (1893–1971)
- Herbert Spencer Gasser (1888–1963)
- Ivan Alexander Getting (1912–2003)
- Edwin Richard Gilliland (1909–1973)
- Francis Calley Gray (1890–1976)
- Edmund Newton Harvey (1887–1959)
- Bartlett Harding Hayes (1904–1988)
- Hoyt Clarke Hottel (1903–1998)
- Bishop Carleton Hunt (1900–1974)
- Archibald Gowanlock Huntsman (1883–1973)
- Leon Julliot de la Morandiere (1885–1968)
- Carl Tilden Keller (1872–1955)
- Adolph Knopf (1882–1966)
- Max Theodor Felix von Laue (1879–1960)
- David Eli Lilienthal (1899–1981)
- John Marin (1870–1953)
- William Ted Martin (1911–2004)
- William Henry McAdams (1892–1975)
- Margaret Mead (1901–1978)
- Thomas Munro (1897–1974)
- Arthur Edward Murphy (1901–1962)
- Erwin Panofsky (1892–1968)
- Hans Reichenbach (1891–1953)
- William Jacob Robbins (1890–1980)
- Robert Robinson (1886–1975)
- John Charles Rock (1890–1984)
- Bruno Benedetto Rossi (1905–1993)
- Birbal Sahni (1891–1949)
- Jan Hendrik Scholte (1874–1959)
- Julian Seymour Schwinger (1918–1994)
- Thomas Kilgore Sherwood (1903–1976)
- Bruce Simonds (1895–1989)
- George Gaylord Simpson (1902–1984)
- Alfred Pritchard Sloan (1875–1966)
- John French Sloan (1871–1951)
- Arnold Johannes Wilhelm Sommerfeld (1868–1951)
- Theodor Svedberg (1884–1971)
- Alfred Tarski (1901–1983)
- William Randolph Taylor (1895–1990)
- Berthold Louis Ullman (1882–1965)
- Hubert Bradford Vickery (1893–1978)
- Theodore von Kármán (1881–1963)
- George Wald (1906–1997)
- Victor Frederick Weisskopf (1908–2002)
- Frits Warmolt Went (1903–1990)
- Walter Gordon Whitman (1895–1974)
- Howard Eugene Wilson (1901–1966)
- Robert Burns Woodward (1917–1979)
- Sewall Wright (1889–1988)
- Henry Merritt Wriston (1889–1978)
- Oscar Zariski (1899–1986)